# Brauerei Aldersbach Frhr. v. Aretin

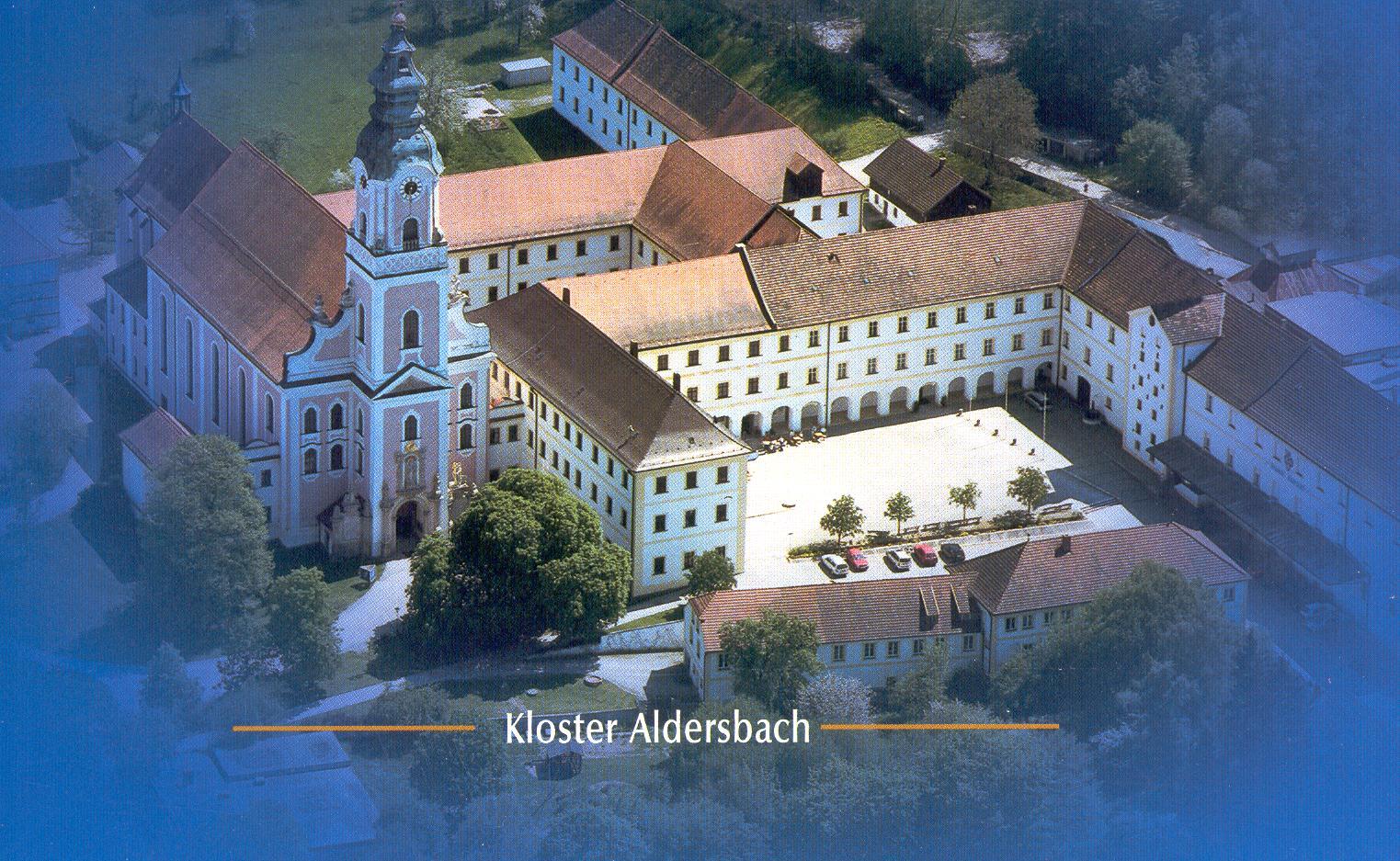
Brauerei Aldersbach

Die Brauerei Aldersbach Frhr. v. Aretin GmbH & Co. KG ist eine traditionsreiche Mittelstandsbrauerei im niederbayerischen Klosterwinkel. Der Jahresausstoß (Bier und alkoholfreie Getränke) beträgt etwa 90.000 Hektoliter.

## Geschichte

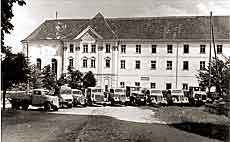
Brauerei Aldersbach

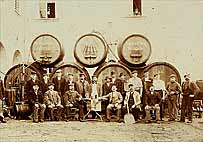
Brauerei Aldersbach

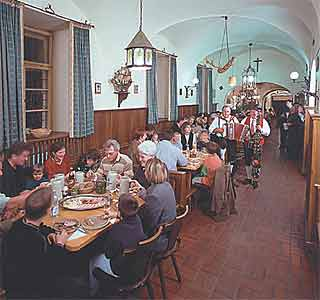
Bräustüberl Aldersbach

Die Ursprünge der Brauerei Aldersbach liegen im Hochmittelalter. Im Jahre 1146 gründeten Mönche aus dem fränkischen Ebrach das Zisterzienser-Kloster Aldersbach. In kurzer Zeit wuchs der Ort zu einem wirtschaftlichen, kulturellen, geistigen und geistlichen Zentrum heran.
Schon bald nach der Klostergründung fingen die Mönche an, Bier zu brauen. Bereits 1268 wird der Brauereibetrieb durch einen Schiedsbrief des Grafen Albert von Hals urkundlich bezeugt. Damit gehört die Brauerei Aldersbach zu den ältesten Braustätten der Welt. Trotzdem war das Hauptgetränk bis ins 16. Jahrhundert hinein der Wein, der auch in der Gegend um Aldersbach angebaut wurde. Klimaveränderungen und Reblauskatastrophen beendeten den Weinanbau und Bier wurde zum Haupt- und Volksgetränk der Bayern. Waren bis dahin vor allem die Klosterbrauereien für die Herstellung von Bier und die Versorgung der Bevölkerung verantwortlich, so entstanden ab diesem Zeitpunkt auch an vielen Orten Schlossbrauereien, die zum Teil noch heute existieren.
Im 17. Jahrhundert kam es zu staatlichen Eingriffen in die Braurechte. Selbst Aldersbach musste um seine Braugerechtigkeit fürchten, da im Dreißigjährigen Krieg die entsprechende Urkunde verloren gegangen war. 1644 bekam das Kloster die Braugerechtigkeit durch Kurfürst Maximilian I. wieder bestätigt. Der zunehmende Bierkonsum erforderte 1734 den Bau eines neuen Sudhauses. In diesem Gebäude ist heute das Brauereimuseum untergebracht. Im Jahre 1780 entstand ein neuer Bierkeller.
Die Säkularisation traf Aldersbach hart: 1803 wurde das Kloster aufgelöst und die Brauerei zunächst an einen Bierbrauer aus Passau verkauft. Wenige Jahre danach, im Jahre 1811, erwarb Johann Adam von Aretin die Klosterbrauerei; bereits im Jahre 1806 hatte er Wald- und Ackerflächen um das Schloss Haidenburg herum gekauft. Bis heute ist die Brauerei im Besitz der Familie.
Im Laufe des 19. Jahrhunderts wurden viele kleinere Brauereien in der Umgebung aufgekauft; weitere Zukäufe folgten nach dem Ersten Weltkrieg sowie in den 1950er- und 1960er-Jahren, darunter die Brauereien in Gossersdorf und Konzell (Landkreis Straubing-Bogen) sowie eine Brauerei in Lam (Landkreis Cham). Die Brauerei Aldersbach, seit 1. Januar 2005 als GmbH & Co KG geführt, befindet sich nach wie vor in Besitz der Familie von Aretin und zählt heute zu den erfolgreichsten Brauereien in Bayern. Im Sommer 2008 wurden große Teile der Passauer Peschl Brauerei gekauft, seitdem beliefert die Brauerei Aldersbach die ehemaligen Kunden der Peschl-Bräu mit ihren Getränken. Besonders bekannt ist das Aldersbacher Bräustüberl, da man sich dort seine Brotzeiten selber mitbringen kann.
2016 fand die Bayerische Landesausstellung „Bier in Bayern“ in Aldersbach statt. Dabei konnte sowohl der historische als auch der moderne Brauereiteil besichtigt werden.

## Produkte

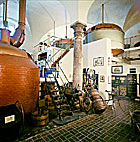
Brauereimuseum Aldersbach

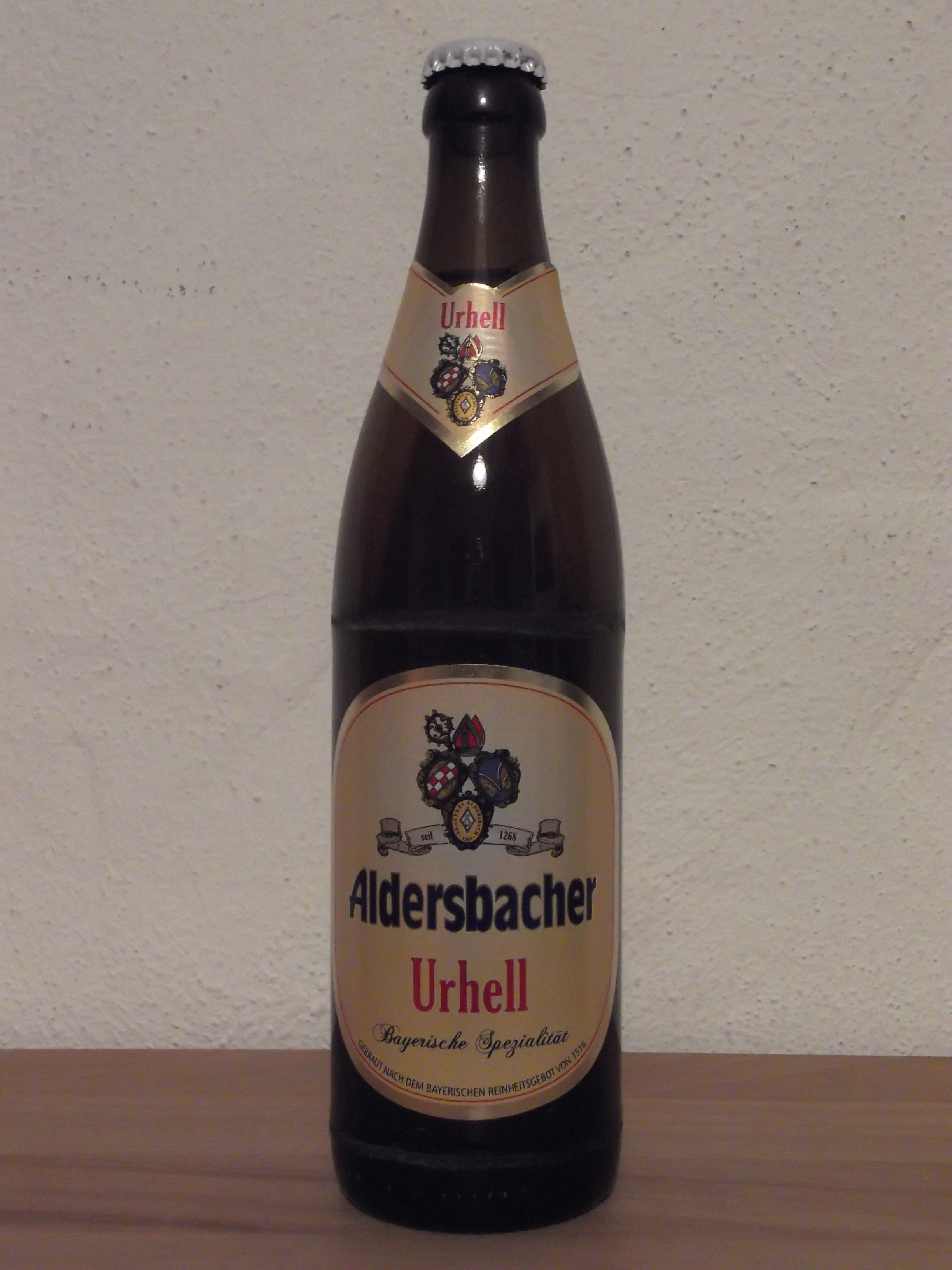
Aldersbacher Urhell

(Stand: 2025)

### Biere
| - Klosterhell - Urhell - Urhell Retro - 1268er Urhell - Ursprung - Festbier - Bio-Kellerbier - Freiherrn Pils - Radler - Medium Hell - Alkoholfrei | - Kloster Dunkel - Rubin-Bock - Maibock - Bio-Weißbier - Kloster Weisse Hell - Kloster Weisse Dunkel - Kloster Weisse Alkoholfrei - Leichte Weisse (früher von der Brauerei Unertl Mühldorf) - Wolfgangs Weissbier (früher von der Brauerei Unertl Mühldorf) - Bio-Weisse mit Dinkel (früher von der Brauerei Unertl Mühldorf) - Aretinus Weizendoppelbock |

### Craftbiere
| - IPA - Sommer Weizen - ROTBIER - MÄRZEN - Altbier - KEIN KÖLSCH | - Aurum Barley Wine - Session IPA - Summer's Closing - Bayerisches Pils - Kein Kölsch 2.0 - Irish Stout |

### Alkoholfreie Getränke
| - St. Bernhard Quelle Medium - St. Bernhard Quelle Spritzig - Frischgeist Orange - Frischgeist Zitrone - Frischgeist Citron - Isosport | - Fresh Cola - Sport Mix - Apfelschorle - Apfel Kirsch - ACE Orange-Karotte |

## Auszeichnungen
- 2016: Goldene BierIdee des Bayerischen Brauerbundes und des Bayerischen Hotel- und Gaststättenverbandes zusammen mit dem Haus der Bayerischen Geschichte für die Bayerische Landesausstellung Bier 2016[6]